# Forssjösjön
Forssjösjön är en sjö i Katrineholms kommun i Södermanland och ingår i Nyköpingsåns huvudavrinningsområde. Sjön är 15 meter djup, har en yta på 1,87 kvadratkilometer och är belägen 27 meter över havet. Sjön avvattnas av vattendraget Nyköpingsån (Skräddartorpsån).

## Delavrinningsområde
Forssjösjön ingår i det delavrinningsområde (653621-152677) som SMHI kallar för Utloppet av Forssjösjön. Medelhöjden är 45 meter över havet och ytan är 11,01 kvadratkilometer. Räknas de 67 avrinningsområdena uppströms in blir den ackumulerade arean 1 536,55 kvadratkilometer. Avrinningsområdets utflöde Nyköpingsån (Skräddartorpsån) mynnar i havet. Avrinningsområdet består mestadels av skog (56 procent) och jordbruk (20 procent). Avrinningsområdet har 1,87 kvadratkilometer vattenytor vilket ger det en sjöprocent på 16,9 procent. Bebyggelsen i området täcker en yta av 0,24 kvadratkilometer eller 2 procent av avrinningsområdet.